# Vladimír Kostka (lední hokejista)
Vladimír Kostka ml. (* 14. března 1953 Praha) je bývalý československý hokejový obránce. Byl spolumajitelem a jednatelem společnosti Advokátní kancelář Jansta, Kostka.
Je synem Vladimíra Kostky, hokejového teoretika, didaktika a trenéra československého národního hokejového mužstva.

## Hráčská kariéra
Pražský rodák, s hokejem začal jako žák v Motorletu. V oddíle si vyzkoušel mezi dospělými druhou ligu. K hernímu růstu mu pomohl roční studijní pobyt v Kanadě, během něhož si v sezóně 1969/1970 zahrál také za juniorský tým Ottawy. Prvoligovou kariéru začal jako devatenáctiletý v klubu TJ Sparta ČKD Praha. Kromě povinné základní vojenské služby, kterou strávil v v jihlavské Dukle, v československé lize nepoznal jiný dres než sparťanský. Až na samotný závěr kariéry si vyzkoušel hokej po jedné sezóně ve Francii a Norsku.
Jako junior se zúčastnil dvou evropských šampionátů, poprvé v roce 1971 v Prešově, podruhé v roce 1972, pokaždé tým získal bronzovou medaili, v týmu si zahrál např. s Jaroslavem Pouzarem, Vincentem Lukáčem, Františkem Černíkem či Mariánem Šťastným.
Všechny reprezentační zápasy odehrál v sezóně 1974/1975, ve stejné sezóně se zúčastnil svého jediného šampionátu, které se konalo v německých městech Mnichov a Düsseldorf.
V reprezentačním dresu odehrál celkem 14 zápasů a vstřelil 1 gól.

## Další kariéra
I přes vrcholový sport nezapřel rodinné geny, během hraní hokeje zvládl vystudovat VŠE, po jejím skončení se okamžitě přihlásil na Právnickou fakultu Univerzity Karlovy. Jelikož sportovní kariéru ukončil předčasně, věnoval se právní praxi, kde mohl uplatnit jazykovou vybavenost - domluvil se anglicky, německy, italsky, francouzsky a rusky. Od roku 1996 byl členem dozorčí rady Investiční a poštovní banky.